# Lugalanda

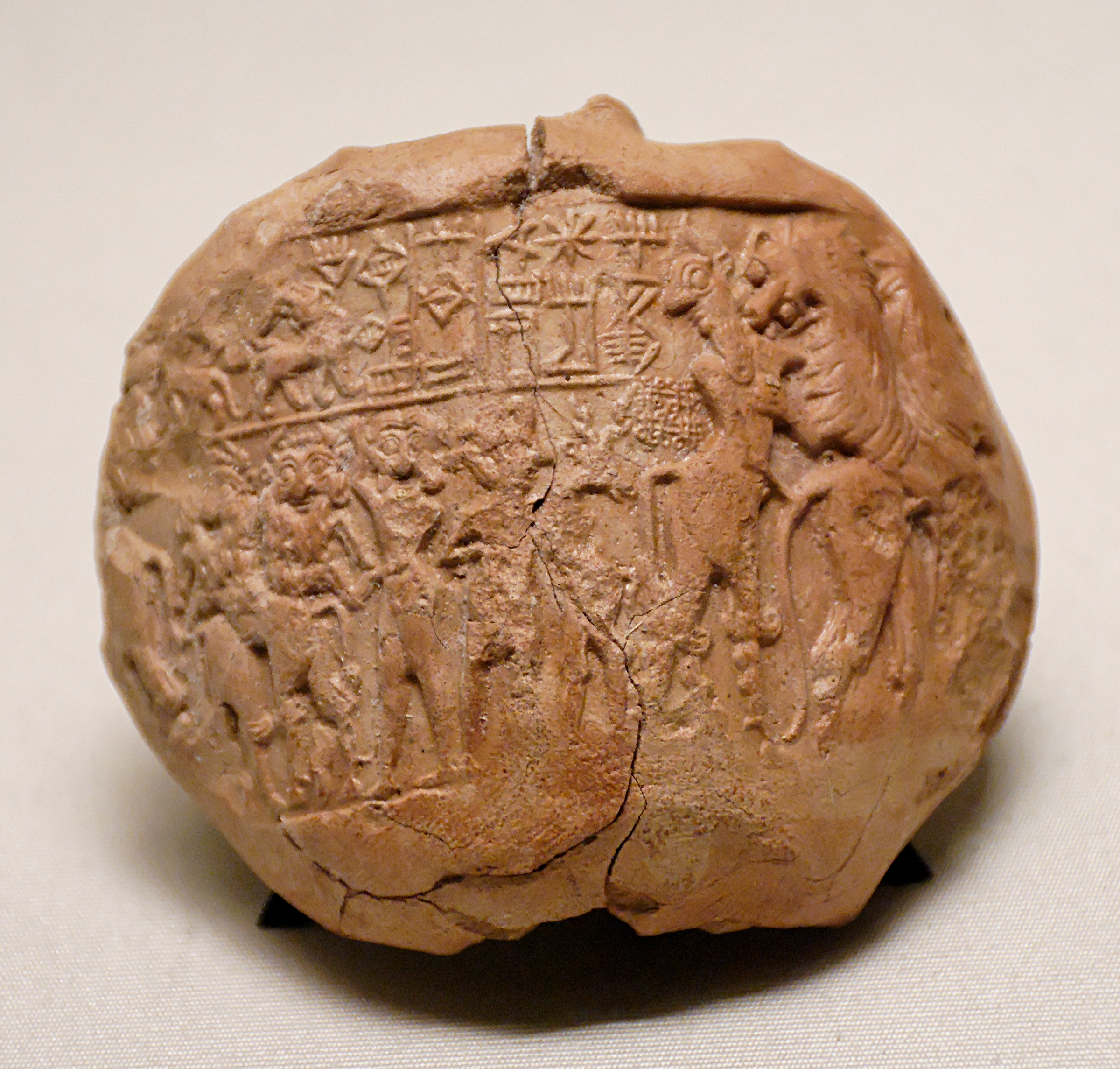
Impresión del sello de Lugalanda sobre arcilla
Museo del Louvre.

Lugalanda fue un rey-sacerdote de la ciudad sumeria de Lagash que vivió hacia el siglo XXIV a. C. (período Dinástico Arcaico). Fue sucesor del también sacerdote Enetarzi y fue sucedido por Urukagina, el cual llegó al trono mediante un golpe de Estado. Durante el reinado y el de su antecesor, el clero sumerio había adquirido un gran poder a costa del resto de clases; esto pudo provocar la reacción de los demás estratos, los cuales habrían apoyado la llegada de un nuevo ensi al poder.